# Malaka-szoros
A Malaka-szoros 805 kilométer hosszú tengerszoros a Maláj-félsziget és az Indonéziához tartozó Szumátra sziget között, a világ egyik legforgalmasabb hajózási útvonala. Malajzia Melaka államáról kapta nevét.
Szélessége jellemzően 65–250 km, de Szingapúrnál mindössze 2,8 km.

## Jelentősége
A Malaka-szoros az Indiai-óceán és a Csendes-óceán közti fő hajózási csatorna, amely összekapcsolja többek között India, Kína, Japán, Dél-Korea és Tajvan gazdaságát. A szoroson évente mintegy 50 000 hajó halad keresztül, amelyek a világkereskedelem egynegyedének megfelelő árut szállítanak, például kőolajat, kínai iparcikkeket és indonéz kávét.
A világon tengeren szállított kőolaj egynegyede halad itt át, főleg a Perzsa-öböl szállítóinak áruja, amely többek közt kínai, japán és dél-koreai megrendelőkhöz kerül. 2006-ban a becslések szerint napi 15 millió hordó (barrel) kőolajat szállítottak keresztül a Malaka-szoroson. Ez az érték 2023-ra 16,6 millióra nőtt.
A Malaccamax szabvány azt a maximális hajóméretet jelöli, amely még keresztül tud jutni a szoroson. Az ezt a méretet meghaladó nagy tankhajók inkább a Lombok-szorost használják. A szingapúri Phillips-csatorna, ahol a szoros 2,8 kilométernyire szűkül, a világ egyik legjelentősebb hajózási szűkülete.

## Hajózási kockázatok
A hajózási szűkületekre a történelem során általában is jellemző volt a kalózkodás és a Malaka-szorosban az utóbbi másfél évtizedben a mellette fekvő országok erőfeszítései ellenére jelentősen nőtt ez a veszély. 1994-ben 25, 2000-ben viszont már 220 kalóztámadás történt a szorosban, ez a szám 2003-ban valamivel 150 felett volt, ami a világon történt kalóztámadások egyharmada.[forrás?]
Lásd még: Kalózkodás a Malaka-szorosban

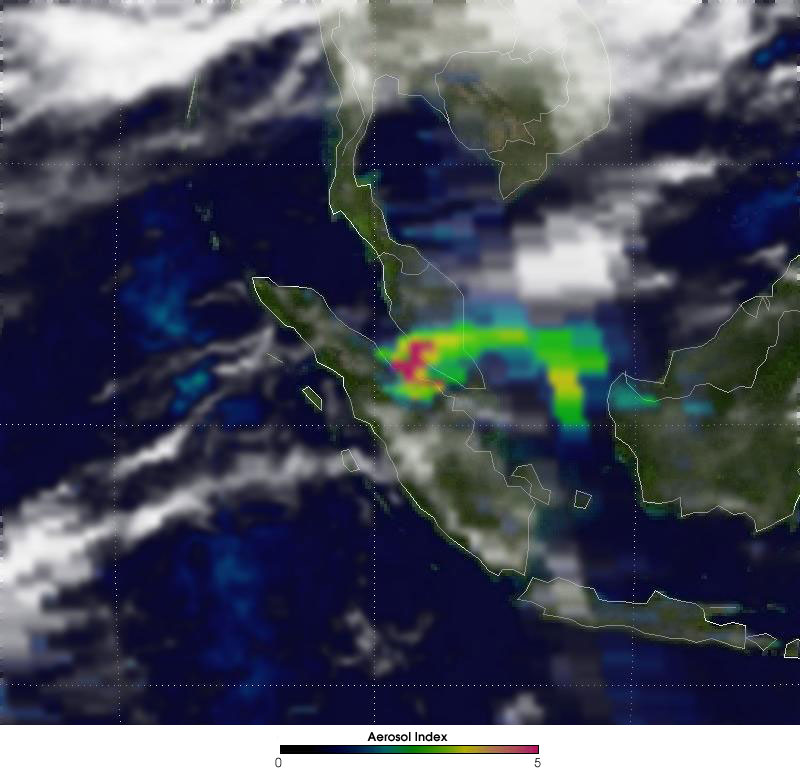
A látótávolságot csökkentő barna köd.

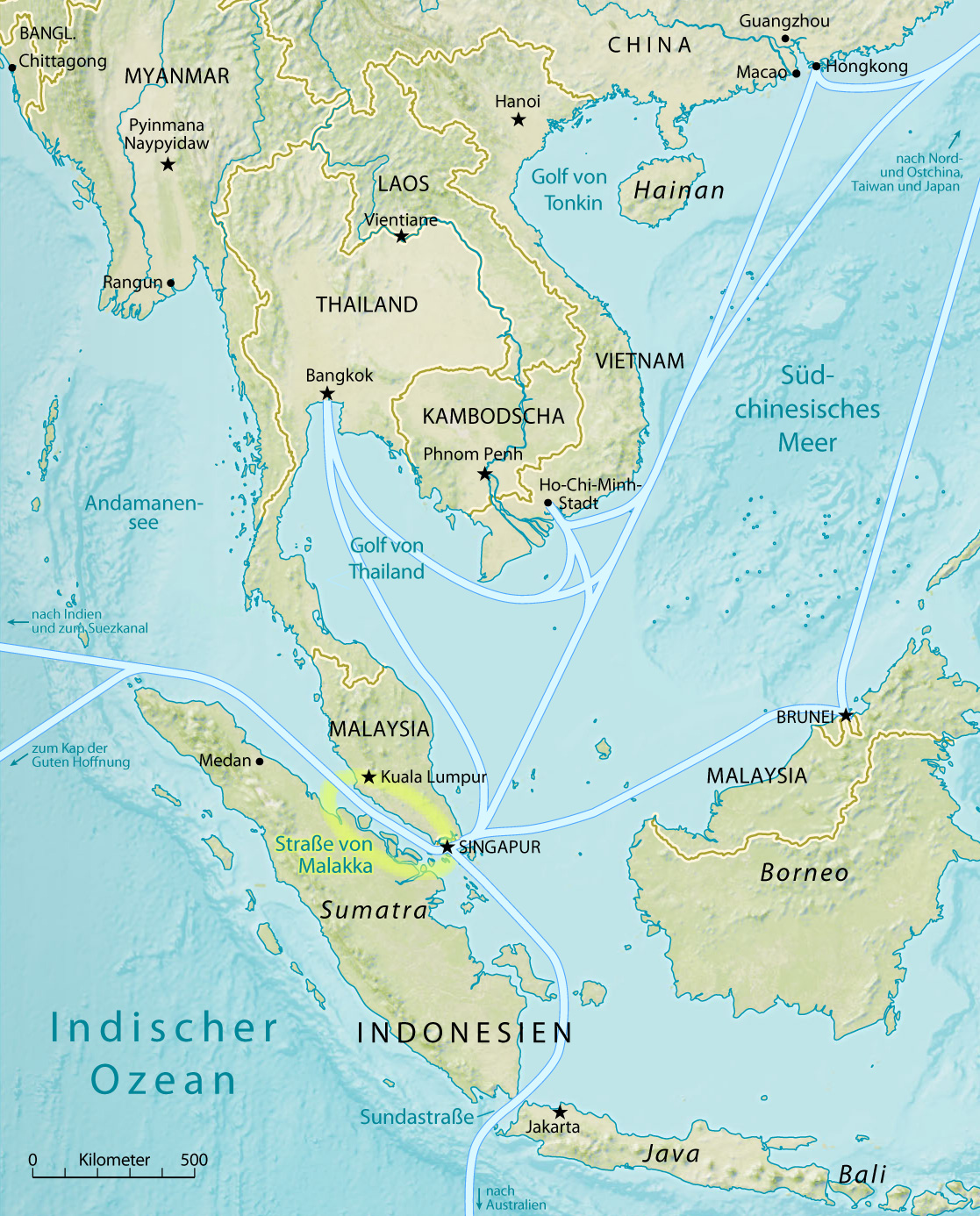

A kereskedelmi hajózási csatornában 34 ismert hajóroncs fekszik, köztük olyanok is, amelyek az 1880-as években süllyedtek el, és a keskeny és sekély csatornában ezek kockázatot jelentenek a hajókra.
Kockázatot jelent a barna köd is, amelyet a Szumátrán évente dúló bozóttüzek okoznak. Az ilyen ködben a látótávolság 200 méterre is csökkenhet, emiatt a hajóknak a nagy forgalom ellenére is le kell lassítaniuk.